# Venilale
Venilale (tetum Vinilale) ist der Hauptort des Verwaltungsamts Venilale in der osttimoresischen Gemeinde Baucau. 1936 wurde Venilale von den Portugiesen in Vila Viçosa umbenannt. Doch der Name setzte sich nicht durch und einige Jahre nach dem Zweiten Weltkrieg kehrte man zum alten Namen zurück.

## Geographie

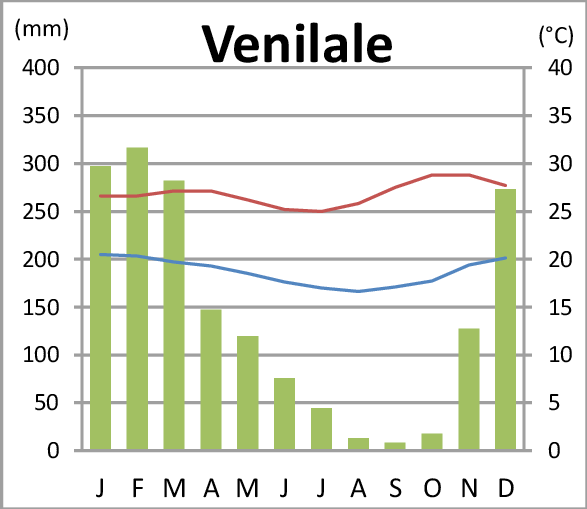
Klimadiagramm

Der Ort liegt im Suco Uatu Haco, 20 km südwestlich der Gemeindehauptstadt Baucau und 88 km östlich von der Landeshauptstadt Dili, auf einer Höhe von 863 m über dem Meer. Teile des Ortes reichen auch in die Sucos Fatulia und Uailaha.
Venilale war bei den portugiesischen Kolonialherren wegen seiner kühlen Temperaturen im Sommer und seiner natürlichen heißen Quellen von Bee Manas (bei Uaicana) und Wasserfällen sehr beliebt. Sehenswert sind die Schule des Reiches von Venilale (portugiesisch Escola do Reino de Venilale), das wieder aufgebaute Heilige Haus (Uma Lulik) und das alte Marktgebäude (Mercado Municipal). Im Markt mit seiner einmaligen portugiesischen Architektur bieten 30 bis 50 Händler Mittwoch und Samstag vormittags ihre Waren an. Die Schule wurde 1933 unter dem Administrator der Militärkommandantur Baucau Armando Eduardo Pinto Correia erbaut. Genauso wie andere Schulen aus dessen Amtszeit ist es ein säulenbestücktetes, auffälliges Gebäude, das nach der Unabhängigkeit renoviert wurde. Unter anderem hatte es im Zweiten Weltkrieg stark gelitten. Die Kirche Sagrada Coração de Jesus stammt ebenso noch aus der Kolonialzeit, wie der Sitz des Verwaltungsamtes Venilale. Dies ist die ehemalige Kaserne (Tranqueira) des Ortes.
In Venilale gibt es eine prä-sekundäre Schule, einen Hubschrauberplatz und ein kommunales Gesundheitszentrum.

## Geschichte

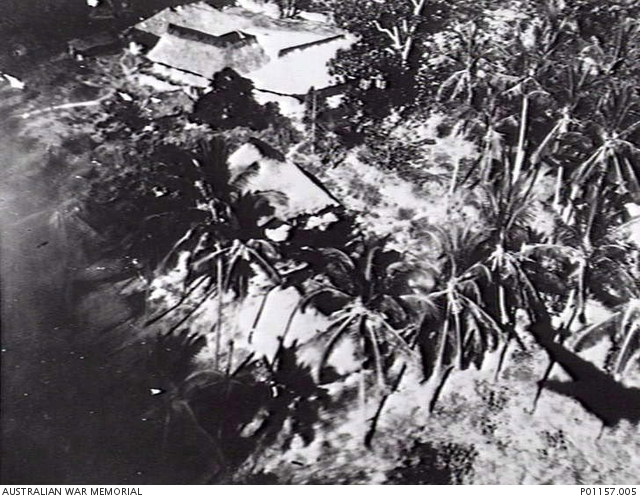
Australische Flugzeuge beim Angriff auf Venilale (1944)

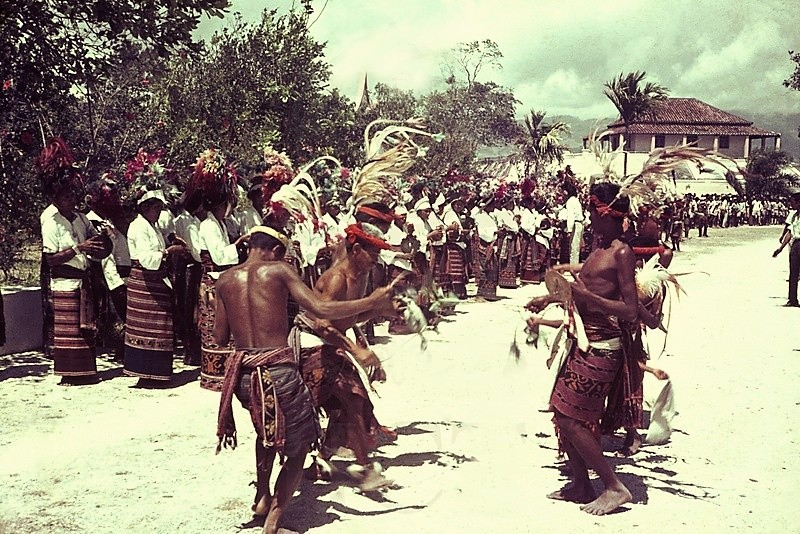
Fest in Venilale (1966)

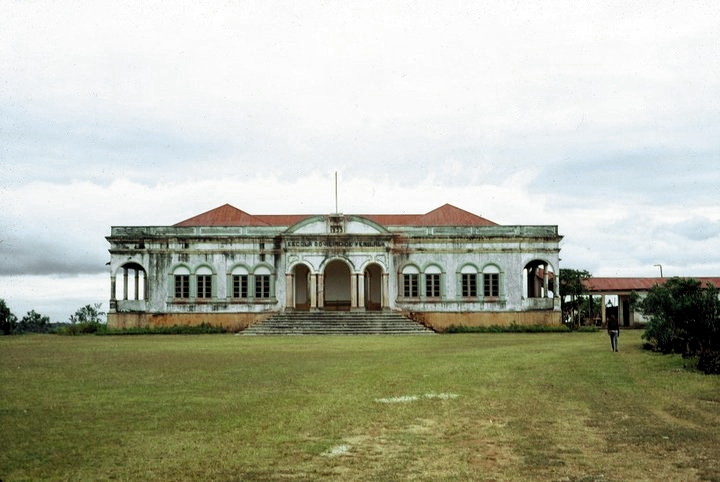
Die Escola do Reino de Venilale aus dem Jahr 1933 (Bild von 1970).
Sie war im Zweiten Weltkrieg stark beschädigt worden.

Venilale war früher eines der traditionellen Reiche Timors, die von einem Liurai regiert wurden. 1807 brach in Venilale eine Revolte aus, als der Liurai Cristóvão Guterres ungerechterweise verhaftet wurde. Erst in Goa wurde er von einem Gericht freigesprochen.
Im Zweiten Weltkrieg kam es auch in Venilale während der Schlacht um Timor (1942–1945) Zu Zerstörungen. Am 15. November 1944 wurde der Ort von australischen Beaufighters bombardiert, die Japaner in den Häusern vermuteten.
1975 begann Indonesien mit der Besetzung von Osttimor. Im Dezember durchquerte das Bataillon 330 der indonesischen Armee Venilale auf dem Weg nach Viqueque. Danach nahmen lokale Führer der Widerstandsbewegung FRETILIN Anhänger der União Democrática Timorense UDT und der APODETI eigenmächtig fest, schlugen und töteten sie, weil diese Parteien mit den Indonesiern zusammenarbeiteten. Zwischen dem 1. und 12. Februar 1976 wurden insgesamt neun Hinrichtungen durch FRETILIN-Führer angeordnet. Sechs der Opfer gehörten zu einer Familie. Zwei der Kommandanten, denen man die Verantwortung für die Morde zuschrieb, Januario Ximenes und Julio da Silva, wurden später von FRETILIN-Kämpfern, die Angehörige der Opfer waren, ermordet.
Im Westen der Stadt Venilale gab es Ende 1979 ein indonesisches Lager für Osttimoresen, die zur besseren Kontrolle von den Besatzern umgesiedelt werden sollten.
Nach der Bekanntgabe der Ergebnisse der Parlamentswahlen in Osttimor 2007 kam es auch in Venilale zu Unruhen. Einwohner mussten in die Berge fliehen. Häuser wurden niedergebrannt.

## Wirtschaft

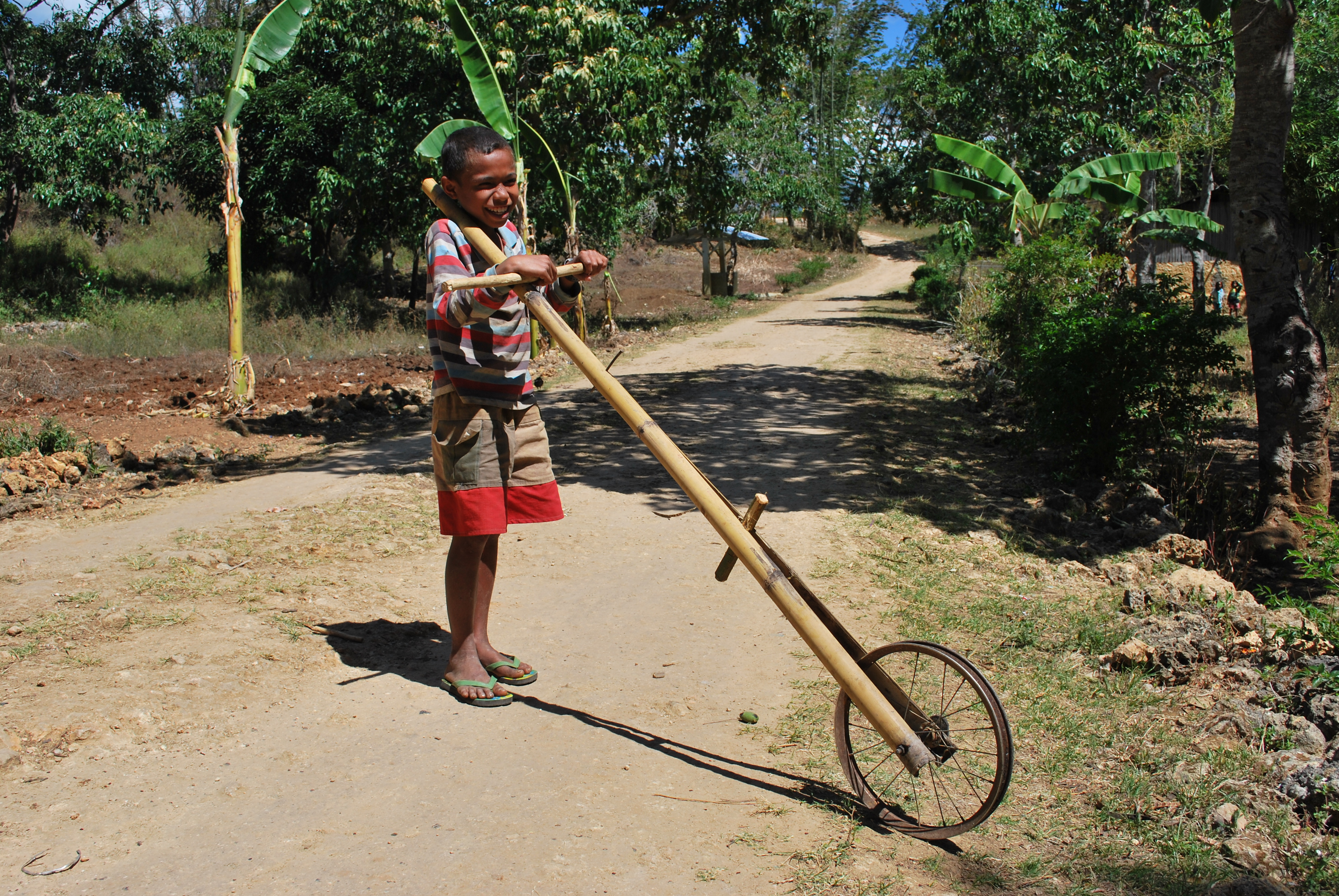
Junge mit Spielzeug in Venilale

Venilale bietet Anfänge touristischer Infrastruktur. Es gibt eine Touristeninformation mit Internetzugang in der alten Polizeistation und eine Herberge im Konvent. Allerdings wird empfohlen beim Besuch der Sehenswürdigkeiten einen lokalen Führer mitzunehmen, da man sonst regionale Tabus brechen könnte. Als Souvenir werden lokal produzierte Tais angeboten. Um das Dorf herum liegen Terrassenfelder, auf denen Reis angebaut wird.

## Persönlichkeiten
- Aurélio Sérgio Cristóvão Guterres (* 1966), Hochschullehrer und Politiker
- Valentim Ximenes (* 1966), Hochschullehrer und Politiker
- Virgílio do Carmo da Silva (* 1967), Bischof von Dili